# أشرف إحسان فقيه
أشرف بن إحسان بن جعفر فقيه هو أكاديمي وكاتب سعودي، ولد في القاهرة، جمهورية مصر العربية في سبتمبر 1977 لعائلة من المدينة المنورة. شغل منصب رئيس البرامج في مركز الملك عبد العزيز الثقافي العالمي (إثراء).

## تعليمه وعمله
تلقى تعليمه المدرسي في الرياض، وتخرّج في معهد العاصمة النموذجي. حصل على درجة بكالوريوس العلوم في هندسة الحاسب الآلي من جامعة الملك فهد للبترول والمعادن بالظهران عام 2000، وعلى الماجستير في علوم الحاسب الآلي من جامعة جامعة تكساس إيه اند إم الأمريكية عام 2004، ثم على الدكتوراه في علوم الحاسب الآلي من جامعة كوينز الكنديّة عام 2013، وكانت أطروحة تخرجه بخصوص تطوير تقنيات الاتصال اللاسلكي عبر شبكات ما يعرف بإنترنت الأشياء.
عمل عضواً في هيئة تدريس في كلية علوم وهندسة الحاسب الآلي في جامعة الملك فهد للبترول والمعادن من 2000 إلى 2018، حيث شغل منصب المشرف على العلاقات والتواصل المجتمعي في الجامعة.

## كتاباته القصصية
يُعد أحد الكتّاب المهتمين بمجال الخيال العلمي بمنطقة الخليج العربي. ويُعرف بانتهاجه نمطاً قائماً على استحضار المادة المعرفية وإقامتها كبطل أول في أعماله.
كتب أول قصصه القصيرة في سن السابعة عشرة ونشرها في سنته الجامعية الثانية.
في العام 2012 قدّم نفسه كروائي عبر رواية "المُخوزِق"، والتي تبني على التاريخ المدوّن للكونت ڤـلاد تسيـپـيش وصراعه ضد السلطنة العثمانية في القرن الخامس عشر، لتعيد رسم أسطورة (دراكولا) وفقاً للأحداث المدونة، في بيئته الشرقية الأصلية، في سردٍ يمزج الحبكات التاريخية والغرائبية.
نُشرت روايته الثانية (رسمُ العدَم) عام 2020. وتتبع الرواية سيرة الحياة الافتراضية لعالِم الرياضيات الشهير ليوناردو فيبوناتشي. وتبني على الجدل العلمي الذي واكب تقديم ما نعرفه اليوم بالأرقام الهندية-العربية بما فيها الصِفر إلى أوروبا خلال القرون الوسطى، والتي تعدّ الفترة الذهبية للحضارة العلمية العربية، بما واكبها من أحداث سياسية وفكرية كبرى.
قدم عددا من المحاضرات وورش العمل في الكتابة الإبداعية وأدب الخيال العلمي والرواية التاريخية في عدة مناسبات في المملكة العربية السعودية ودولة الإمارات العربية المتحدة ودولة الكويت.

كما شارك في ديسمبر 2017 في النسخة التاسعة من ورشة الكتابة الإبداعية «الندوة» التي تنظمها الجائزة العالمية للرواية العربية للكتّاب العرب الصاعدين، بدعم من مجموعة أبو ظبي للثقافة والفنون ضمن مبادرتها «رواق الأدب والكتاب».
أعماله المنشورة:

غلاف رواية المُخوزِق - الإصدار الرقمي. تصميم ِASADesign. منشورات سيبويه الجليس الرقمي، 2012

- صائد الأشباح وقصص أخرى، مجموعة قصص خيال علمي، الرياض (1997)
- حنيناً إلى النجوم وقصص أخرى، مجموعة قصص خيال علمي، الرياض (2000)
- نيّف وعشرون حياة، مجموعة قصص خيال علمي، بيروت (2006)
- المُخوزِق (رواية)، إصدار رقمي عن دار سيبويه - جدة (2012)، إصدار ورقي عن دار أثر - الدمام (طبعة أولى 2013)، إصدار صوتي عن ضاد للكتب المسموعة (2020).
- رسم العدم؛ قصة ليوناردو فيبوناتشي مع الصفر والأرقام العربية (رواية)، منشورات تكوين، الكويت (2020).

## كتاباته الصحفية
نشر مقالات رأي متفرقة في مجلتي «اقرأ» و«اليمامة» وجريدة «الاقتصادية»، وكتب في الفترة بين مارس 2005 وفبراير 2008 مقالة رأي أسبوعية لجريدة اليوم، ثم في جريدة الوطن حتى أبريل 2011، وفي جريدة الشرق من ديسمبر2011 مارس 2012.

## اهتماماته البحثية والعلمية
شارك خلال تحضيره لدرجة الدكتوراه في تطوير وتقييم تقنيات الاستشعار اللاسلكي لتطبيقات المدن الذكية وفي تطبيقات متعلقة بمجال التنقيب عن النفط الصخري الكندي.
تشمل اهتماماته البحثية شبكات الاتصال اللاسلكي ومنصّات المستشعرات والمعرفات الراديوية في تطبيقات إنترنت الأشياء وله في تلك المجالات وسواها أبحاث نشرت في عدد من المؤتمرات والدوريات العلمية.
ظهر محاضراً بموقع «رواق»، وهومنصة عربية تعليمية مفتوحة تعتمد نموذج MOOC، حيث قدّم بين أكتوبر وديسمبر 2013 مادة بعنوان «كيف تفكّر الآلات: مقدمة في تقنيات الحوسبة».
يُعرف أشرف فقيه بإسهاماته في شرح وتبسيط العلوم، وهو المحرر العلمي لمجلة «القافلة» الثقافية الصادرة عن شركة أرامكو السعودية بين يناير 2014 وديسمبر2017.
نُشرت كتاباته في هذا المجال بدايةً بين 2000 و2007 في مجلة «التدريب والتقنية» الصادرة وقتها عن المؤسسة العامة للتعليم الفني والتدريب المهني في السعودية، كما كتب بين يناير 2010 وأبريل 2011 زاوية بعنوان «تخيّل» لمجلة «موهبة» الشهرية الصادرة عن مؤسسة الملك عبد العزيز ورجاله لرعاية الموهوبين.
يستضاف دورياً لدى عدد من المنصات والقنوات بصفته مهتمّاً بالثقافة العلمية.

## وصلات خارجية
- قائمة بالأبحاث العلمية المنشورة للدكتور أشرف فقيه
- مقالات أشرف فقيه على موقع ثمانية